# 말하는대로
《말하는대로》는 JTBC의 예능 프로그램이고, 유재석과 이적이 부른 노래 말하는 대로는 관련이 없고, 이 프로그램은 인생의 이야기로 공감을 자아낸다며 우리는 이 시대가 요구하는 근본적 화두에 시선을 돌렸다고 설명했고, 시즌1으로 한다. 등

## MC
- 유희열
- 하하

## 동시간대 경쟁 프로그램
- 영재발굴단 (SBS)
- 리얼스토리 눈 (MBC)
- 살림하는 남자들 (KBS 2TV)
- 아빠본색 (채널A)
- 나는 자연인이다 (MBN)

| JTBC 수요일 밤 9시 30분 프로그램 | JTBC 수요일 밤 9시 30분 프로그램  | JTBC 수요일 밤 9시 30분 프로그램        |
| 이전 작품                        | 작품명                            | 다음 작품                               |
| -------------------------------- | --------------------------------- | --------------------------------------- |
| 마리와 나 (2016.2.17 ~ 2016.4.6) | 말하는대로 (2016.9.21 ~ 2017.3.8) | 차이나는 클라스 (2017.6.21 ~ 2020.5.13) |